# جيم هاموند
جيم هاموند (بالإنجليزية: Jim Hammond)‏ (1907 - 1985) هو لاعب كريكت ولاعب كرة قدم بريطاني (وحمل سابقاً جنسية المملكة المتحدة لبريطانيا العظمى وأيرلندا) في مركز الهجوم. لعب مع نادي فولهام.